# Sismo

Epicentros de sismos (6.0+ M_{w}) na Terra entre 1900-2017.

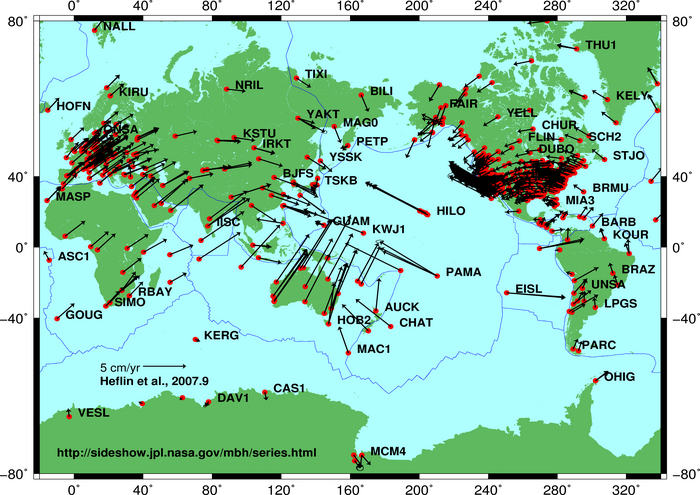
Movimento das placas tectônicas pelo planeta.

Um sismo, chamado ainda terremoto(pt-BR) ou terramoto(pt-PT?) quando de grande magnitude, é o resultado de uma súbita liberação de energia na crosta do planeta Terra, geralmente por conta do choque entre placas tectônicas, o que cria ondas sísmicas. A sismicidade ou atividade sísmica de uma área refere-se à frequência, tipo e tamanho dos terremotos registrados ao longo de um período de tempo na região.
Os terremotos são medidos através de observações de sismógrafos. A escala de magnitude de momento é a forma mais comum para medir a magnitude de tremores de terra mais fortes relatados por todo o globo. Os terremotos abaixo da magnitude 5, menores e mais numerosos, que são relatados por observatórios sismológicos nacionais são medidos principalmente na escala de magnitude local, também referida como a escala de Richter. Estas duas escalas são numericamente semelhantes. Os sismos abaixo da magnitude 3 são em sua maioria quase imperceptíveis ou fracos demais, enquanto que os de magnitude 7 ou mais podem potencialmente causar sérios danos em áreas maiores, dependendo da sua profundidade. Os maiores terremotos já registrados têm sido de magnitude ligeiramente superior a 9, apesar de não haver um limite para a intensidade de sismos. O mais recente grande terremoto que atingiu a magnitude 9 foi o sismo e tsunâmi de Tohoku em 2011, o maior terremoto que atingiu o Japão desde que os registros começaram a serem feitos. A intensidade da agitação é medida pela escala de Mercalli. Quanto mais raso for o terremoto em relação a superfície terrestre, maiores serão os danos causados.
Na superfície da Terra, sismos manifestam-se através de tremores e, por vezes, pelo deslocamento do solo. Quando o epicentro de um grande terramoto está localizado no fundo do oceano, pode deslocar água o suficiente para causar um tsunâmi. Os terremotos também podem desencadear deslizamentos de terra e, ocasionalmente, atividade vulcânica. Um sismo de alta intensidade também pode diminuir a rotação do planeta, como, por exemplo, o que ocorreu no Chile em 27 de fevereiro de 2010, que provocou movimento de oito centímetros no eixo de rotação terrestre. O tempo de rotação do planeta pode ter diminuído em cerca de um microssegundo (10−6 s).
Em seu sentido mais geral, a palavra "terremoto" é usada para descrever qualquer evento sísmico - natural ou causado pelo ser humano - que gere ondas sísmicas. Os terremotos são causados principalmente por ruptura de falhas geológicas, mas também por outros eventos, como atividade vulcânica, deslizamentos de terra, explosões de minas e testes nucleares. O ponto de ruptura inicial de um terremoto é chamado seu foco ou hipocentro. O epicentro é o ponto ao nível do solo diretamente acima do hipocentro.

## Descrição do fenômeno sísmico

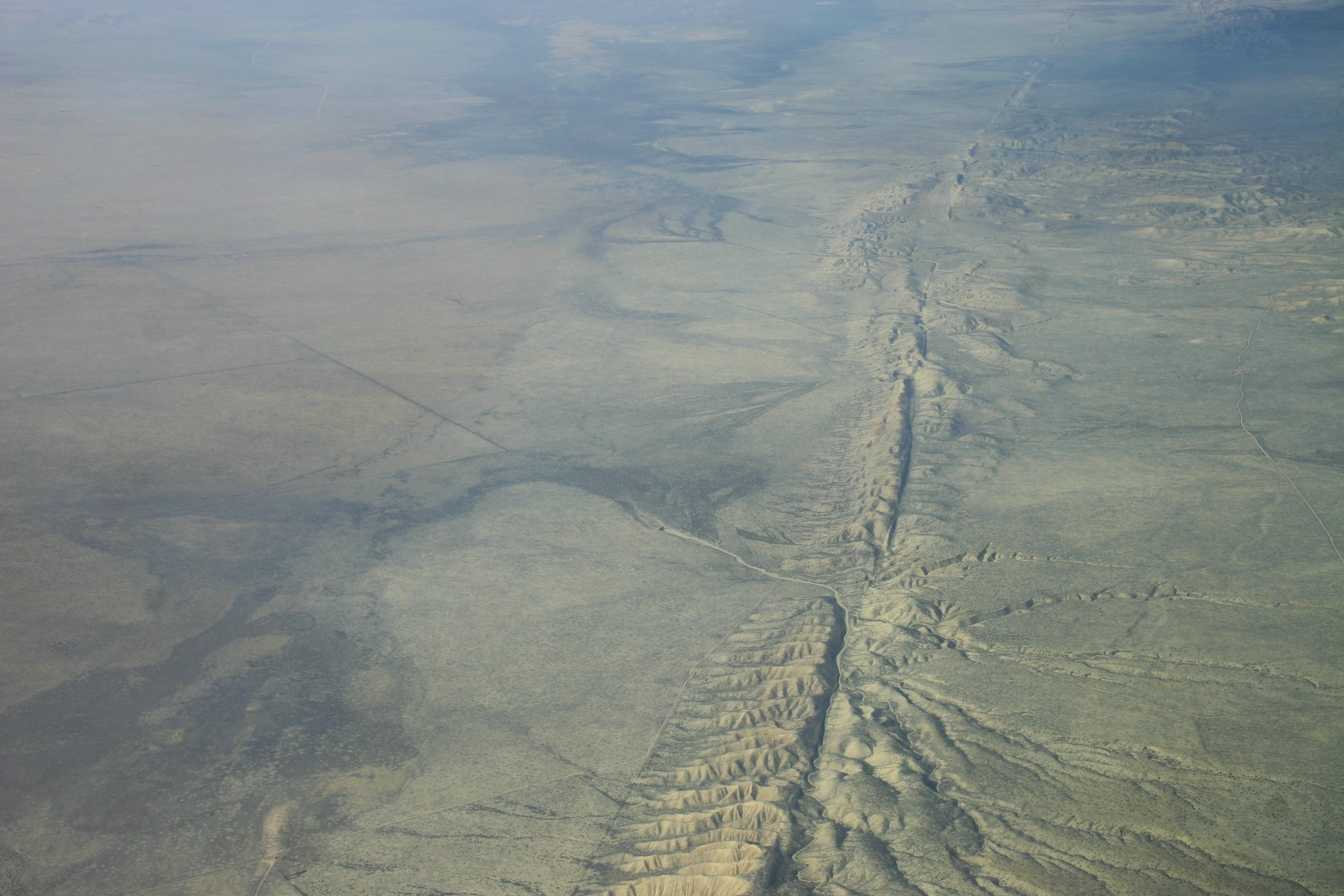
Fotografia aérea da falha de San Andreas no planalto de Carrizo, próximo a Los Angeles, Califórnia, Estados Unidos

A maior parte dos sismos ocorrem nas fronteiras entre placas tectônicas, ou em falhas entre dois blocos rochosos. O comprimento de uma falha pode variar de alguns centímetros até milhares de quilômetros, como é o caso da falha de Santo André na Califórnia, Estados Unidos.
Só nos Estados Unidos ocorrem de 12 000 a 14 000 sismos anualmente (ou seja, aproximadamente 35 por dia). Baseado em registros históricos de longo prazo, aproximadamente 18 grandes sismos (terremotos ou terramotos, de 7,0 a 7,9 na escala de magnitude de momento) e um terremoto gigante (8 ou superior) podem ser esperados no período de um ano.
Entre os efeitos dos sismos estão a vibração do solo, abertura de falhas, deslizamentos de terra, tsunâmis, mudanças na rotação da Terra, mudanças no eixo terrestre, além de efeitos deletérios em construções feitas pelo homem, resultando em perda de vidas, ferimentos e altos prejuízos financeiros e sociais (como o desabrigo de populações inteiras, facilitando a proliferação de doenças, fome, etc).
O sismo registado de mais alta magnitude de momento foi o sismo de Valdivia de 1960 ou "Grande Sismo do Chile" em 1960 que atingiu 9,5 na escala de magnitude de momento, seguido pelo sismo do Alasca de 1964 que atingiu 9,2 na mesma escala.

#### Efeito da pressão do fluido
Durante um terremoto, altas temperaturas se desenvolvem no plano da falha, causando um aumento na pressão do fluido associado à vaporização. Esse aumento, na fase cossísmica, pode influenciar consideravelmente a evolução e a velocidade de deslizamento, além disso, na fase pós-sísmica pode controlar o fenômeno do aftershock, uma vez que o aumento da pressão do fluido se propaga lentamente na rede de fratura circundante.

## Tipos de sismos

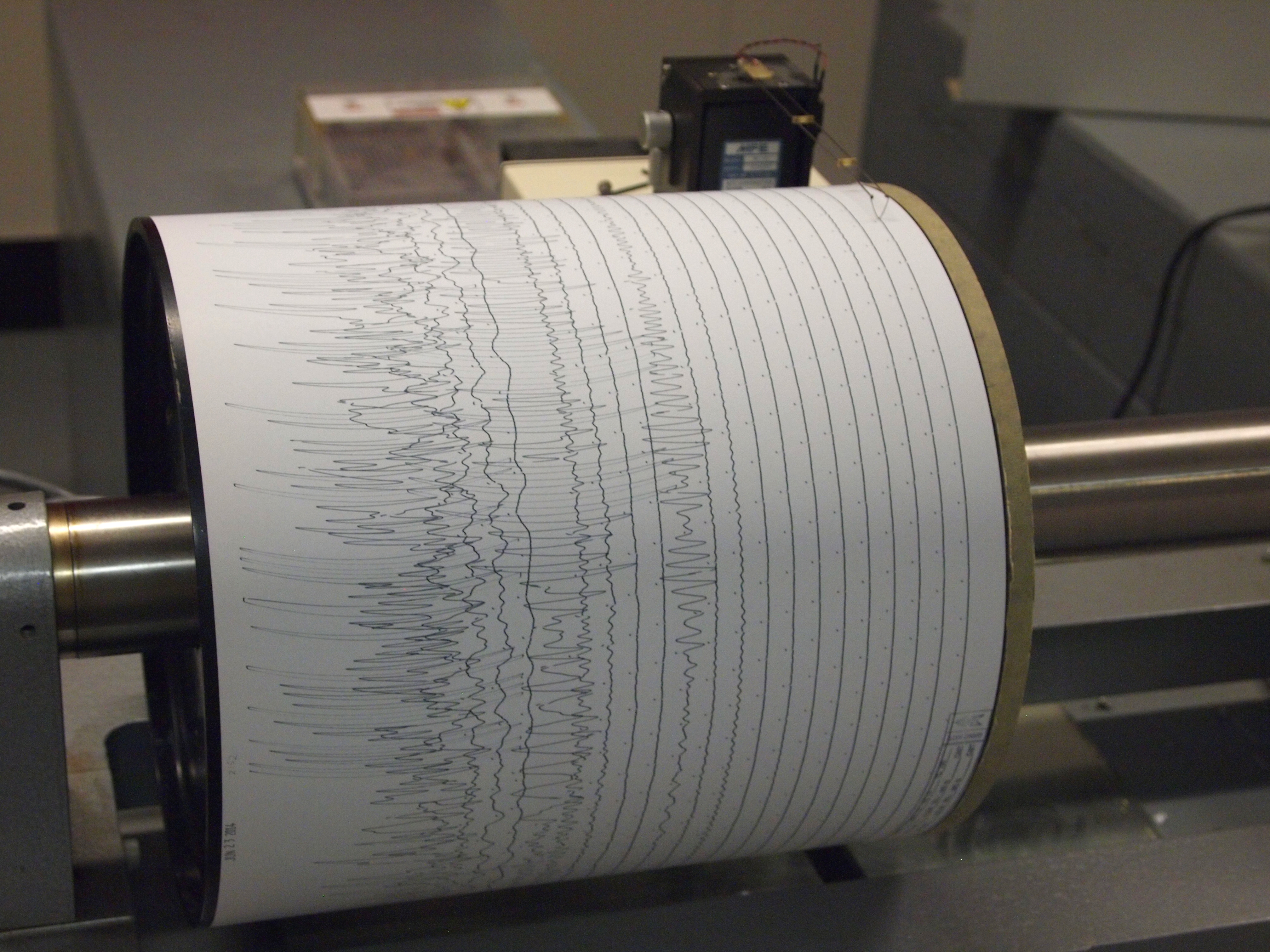
Exemplo de um sismograma do Observatório Weston em Massachusetts, EUA.

### Sismos de origem natural

Tipos de falhas (em inglês).

A maioria dos sismos está relacionada à natureza tectônica da Terra, sendo designados sismos tectônicos. A força tectônica das placas é aplicada na litosfera, que desliza lenta mas constantemente sobre a astenosfera devido às correntes de convecção com origem no manto e no núcleo (ver tectónica de placas).
As placas podem afastar-se (tensão), colidir (compressão) ou simplesmente deslizar uma pela outra (torção). Com a aplicação destas forças, a rocha vai-se alterando até atingir o seu ponto de elasticidade, após o qual a matéria entra em ruptura e sofre uma libertação brusca de toda a energia acumulada durante a deformação elástica. A energia é libertada através de ondas sísmicas que se propagam pela superfície e interior da Terra. As rochas profundas fluem plasticamente (têm um comportamento dúctil – astenosfera) em vez de entrar em ruptura (que seria um comportamento sólido – litosfera).
Aos sismos que ocorrem na fronteira de placas tectónicas dá-se o nome de sismos interplacas, sendo os mais frequentes, enquanto que àqueles que ocorrem dentro da mesma placa litosférica dá-se o nome de sismos intraplacas e são menos frequentes. Os sismos intraplacas também podem dar origem a sismos profundos, segundo as zonas de subducção (zonas de Benioff), ocorrendo entre os 100 e os 670 km. Devem-se à transformação de minerais - devido aos minerais transformarem-se noutros com forma mais densa - e este processo é repentino. Pode ocorrer no caso da desidratação da olivina, em que esta se transforma em vidro.
Também podem ser sismos de origem vulcânica, devendo-se às movimentações de magma dentro da câmara magmática ou devido à pressão causada por esse quando ascende à superfície, servindo assim para prever erupções vulcânicas. Está mais associado ao vulcanismo do tipo explosivo que às do tipo efusivo. Existem ainda os sismos de afundamento, que ocorrem na sequência de deslizamentos de correntes turbídicas (grandes fragmentos de rocha que deslizam no talude continental) ou devido ao abatimento de cavidades ou do tecto de grutas.
No entanto cientistas como Thomas Gold advogam que os sismos têm origem  partir de migração de gases primordiais como hélio, metano, nitrogênio e hidrocarbonetos, em grandes profundidades no interior da terra. Nos limites de placas litosféricas a intensidade e ocorrência dos sismos são maiores, provavelmente pela comunicação mais próxima entre o manto e crosta. A migração dos gases sob alta pressão dissipam energia sísmica através de falhas geológicas que podem atingir a superfície e causar sérios danos.

### Sismos induzidos

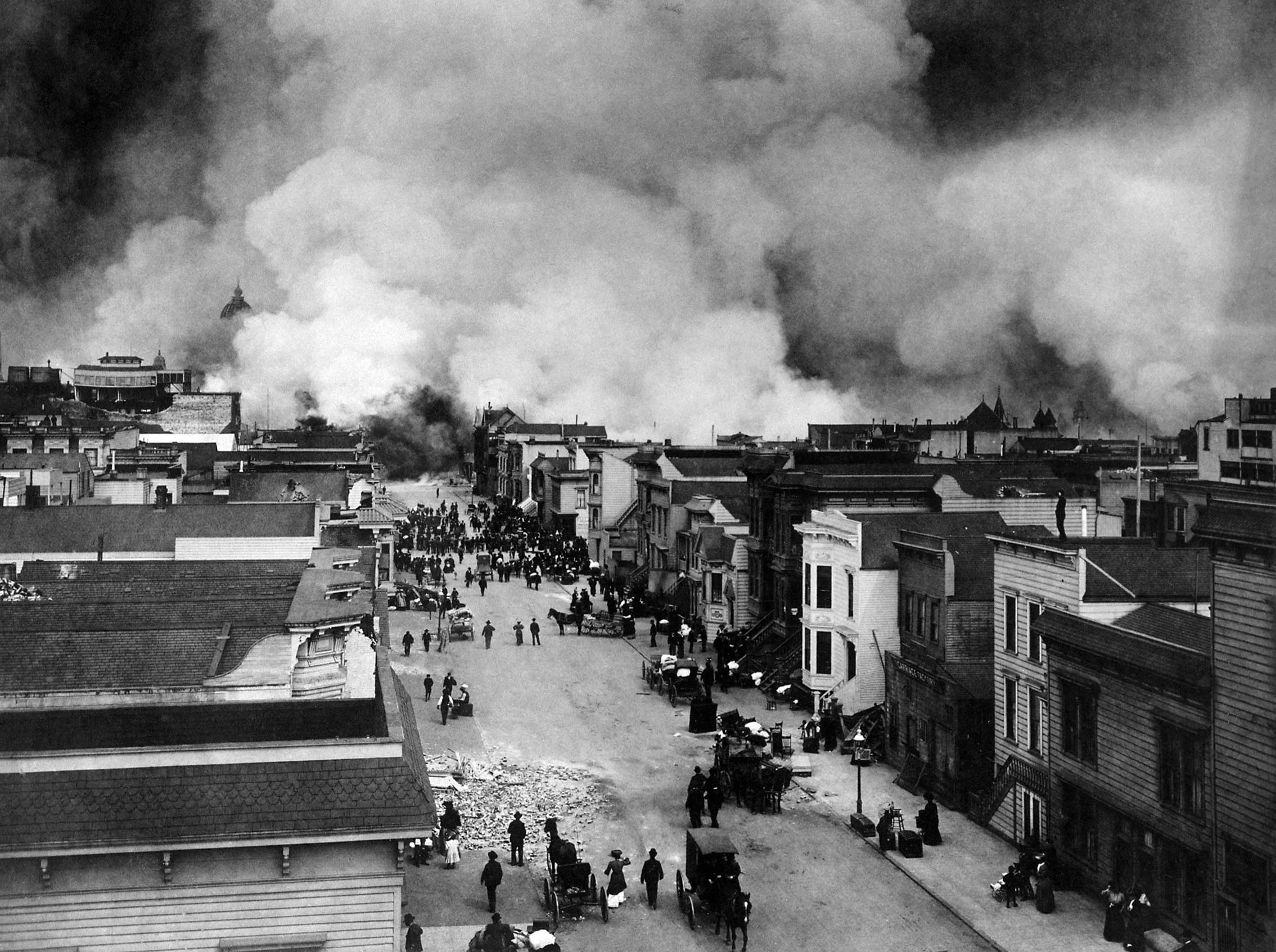
Fotografia de incêndios causados pelo Sismo de 1906, o grande tremor que destruiu São Francisco, nos Estados Unidos.

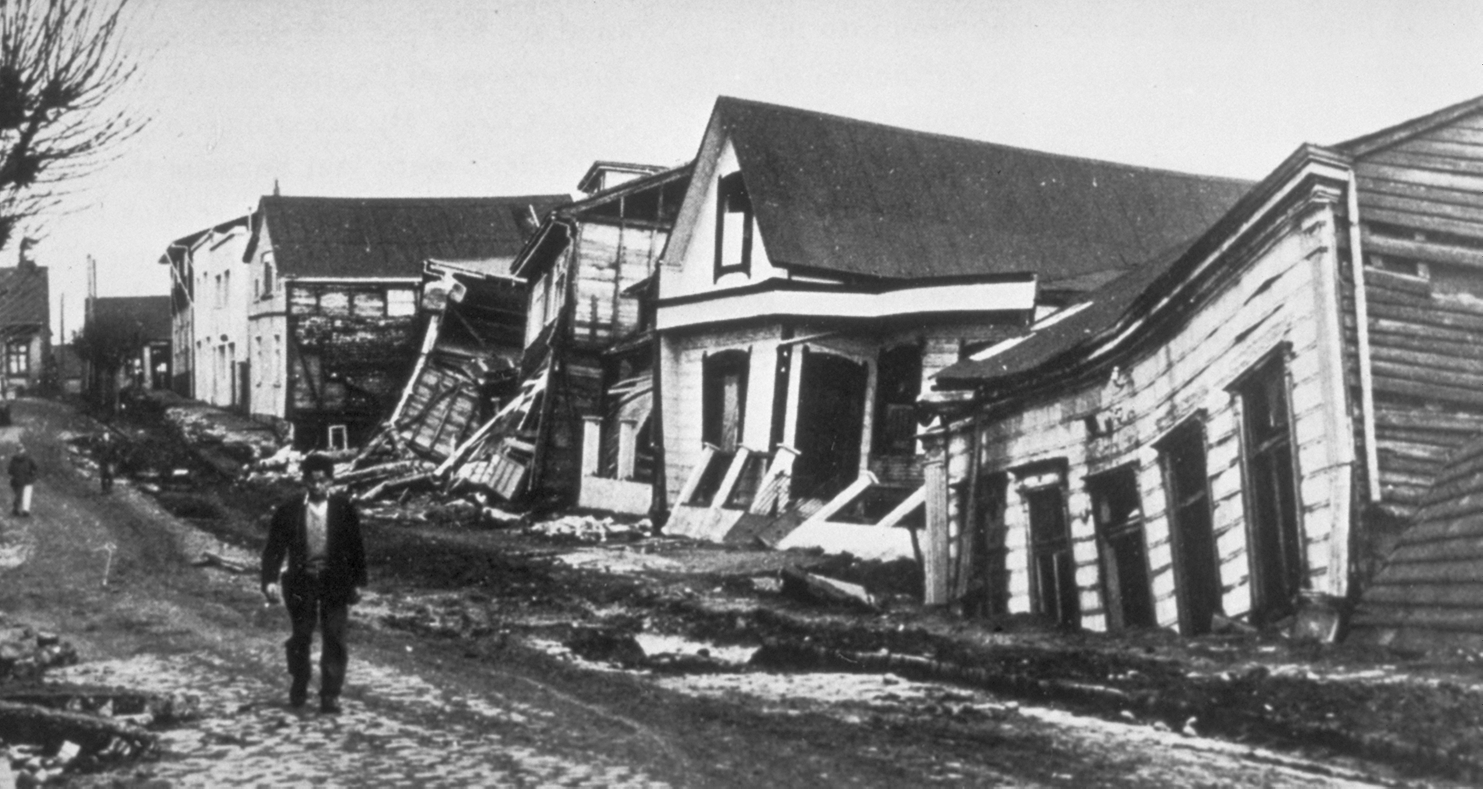
Casas destruídas pelo sismo de Valdivia de 1960.

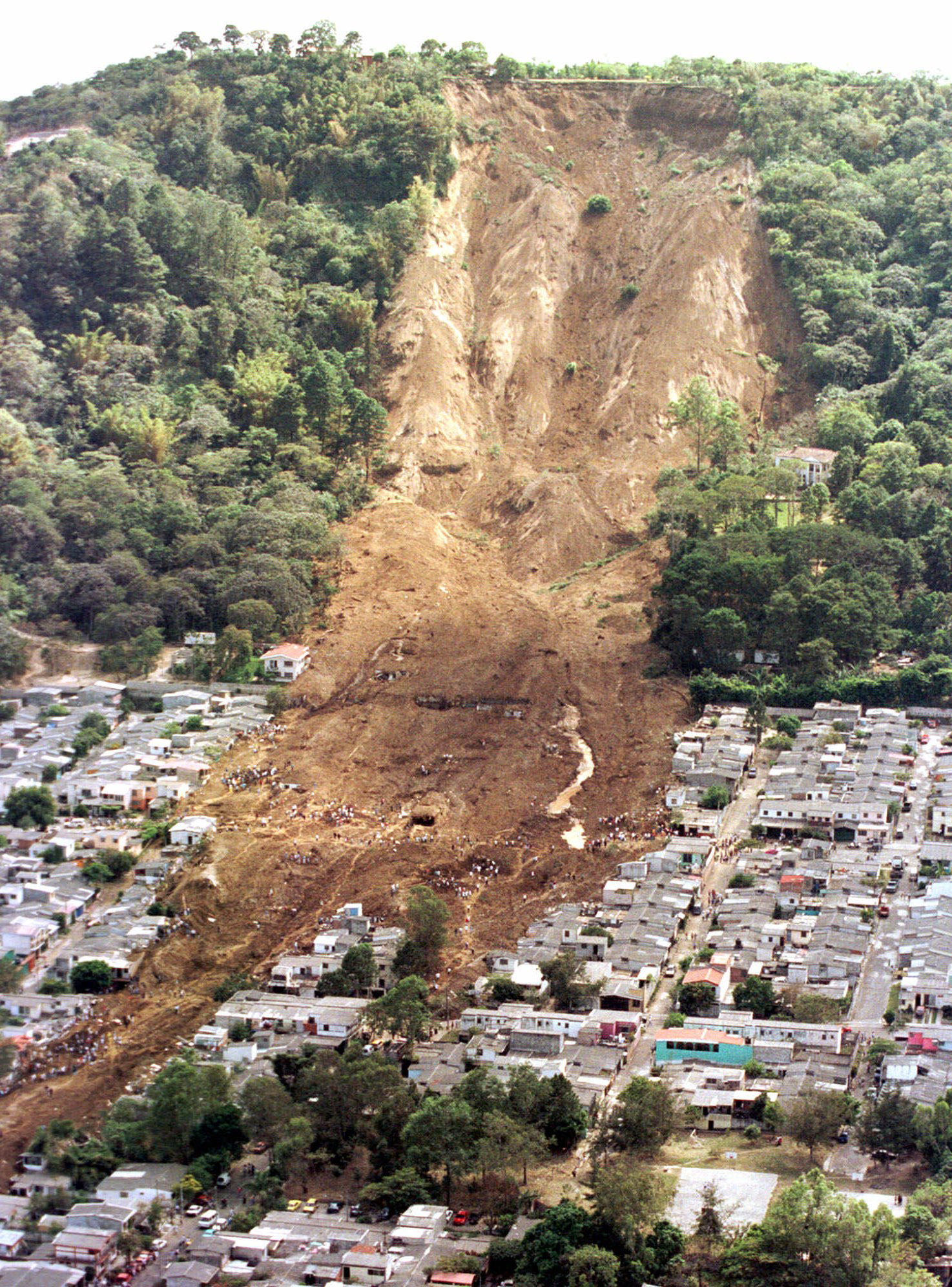
Deslizamento de terra causado pelo Sismo de El Salvador em 2001.

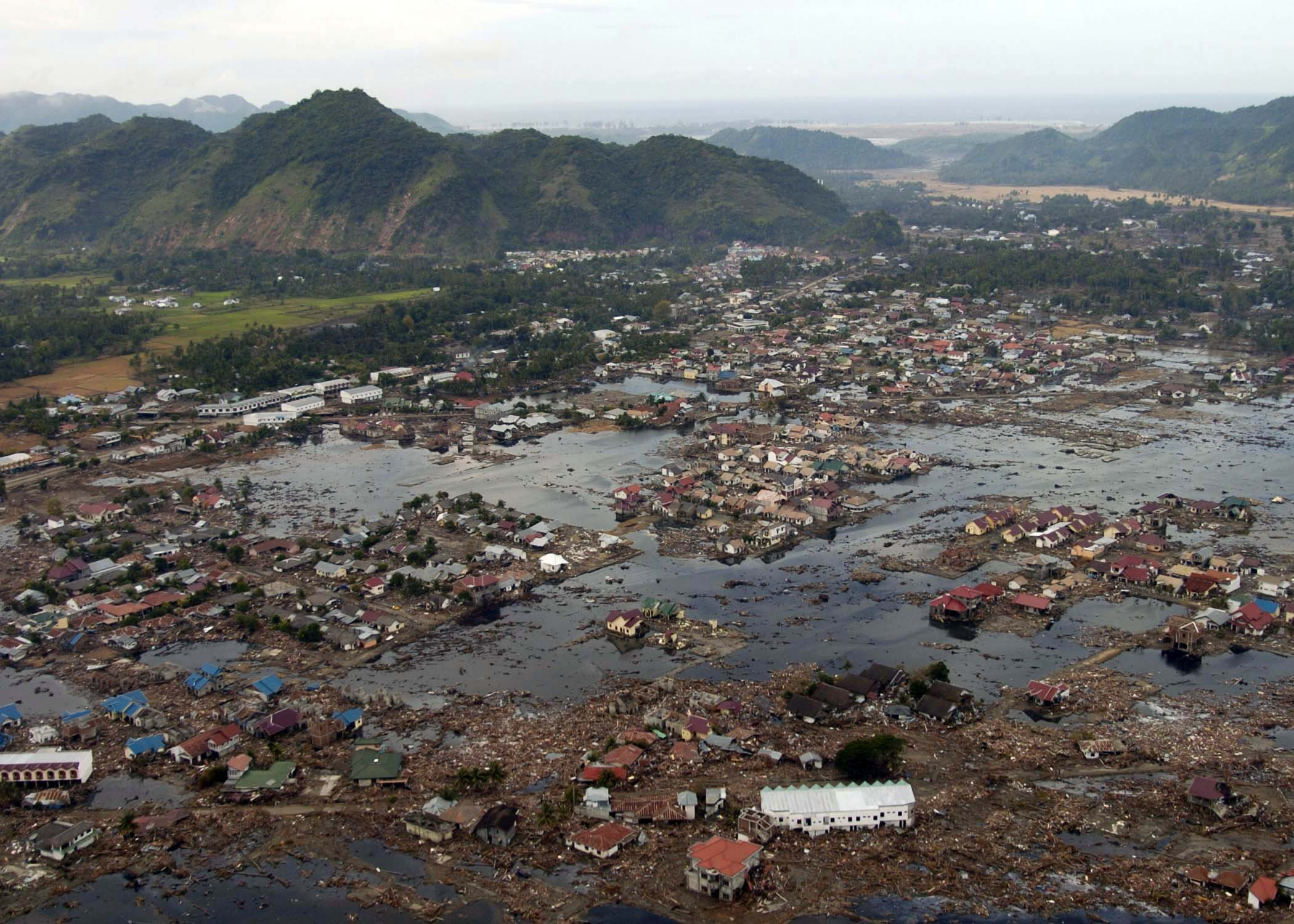
A cidade de Achém, na Indonésia, em ruínas depois do sismo e tsunâmi do oceano Índico de 2004.

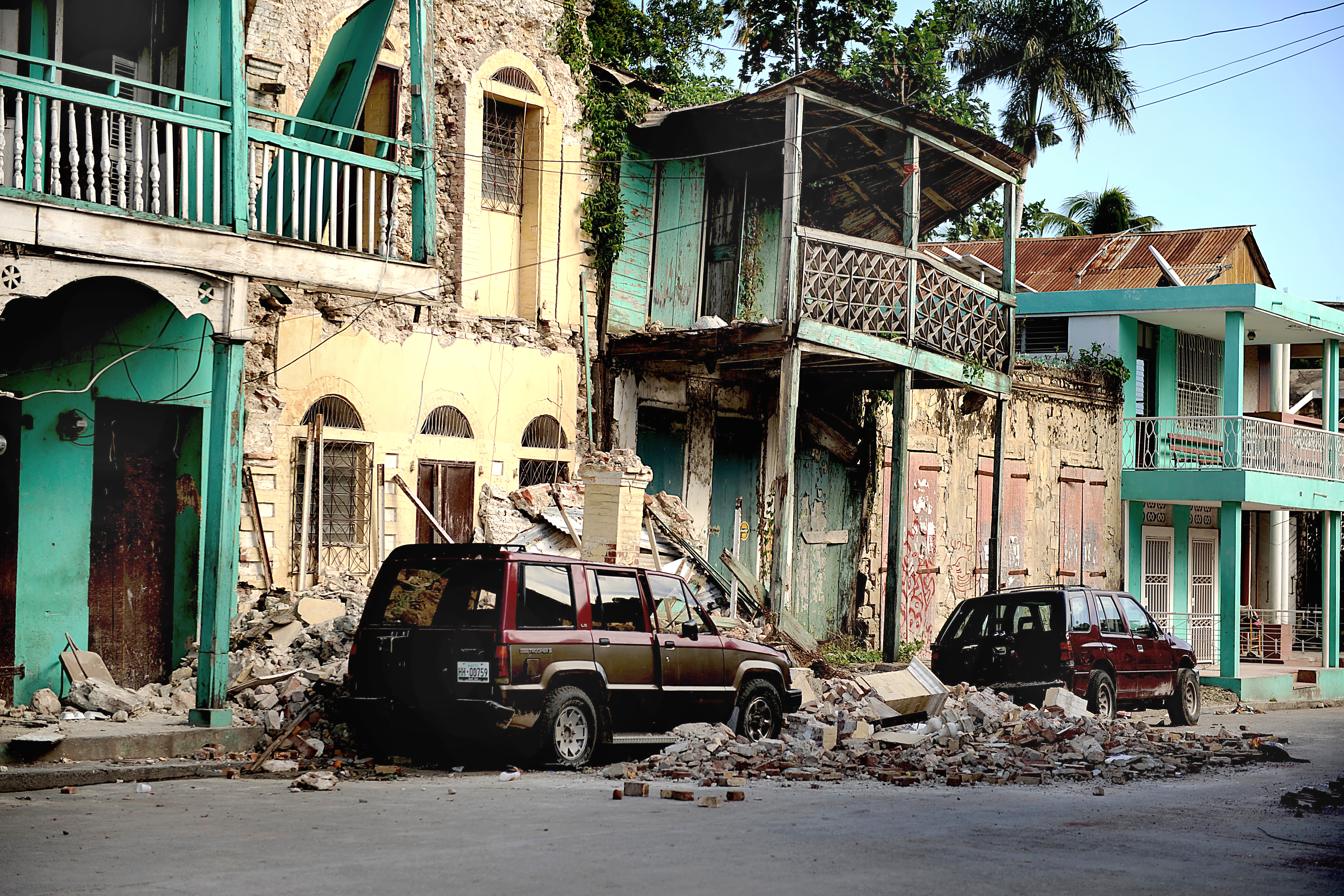
Ruínas deixadas pelo sismo do Haiti de 2010.

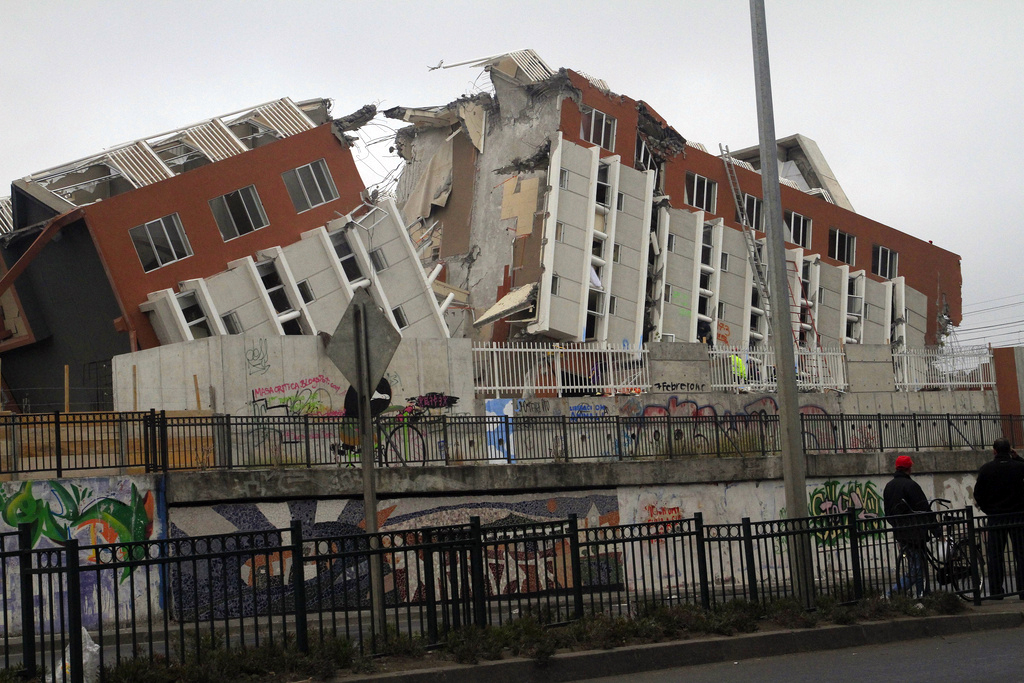
Prédio destruído em Concepción depois do sismo do Chile de 2010.

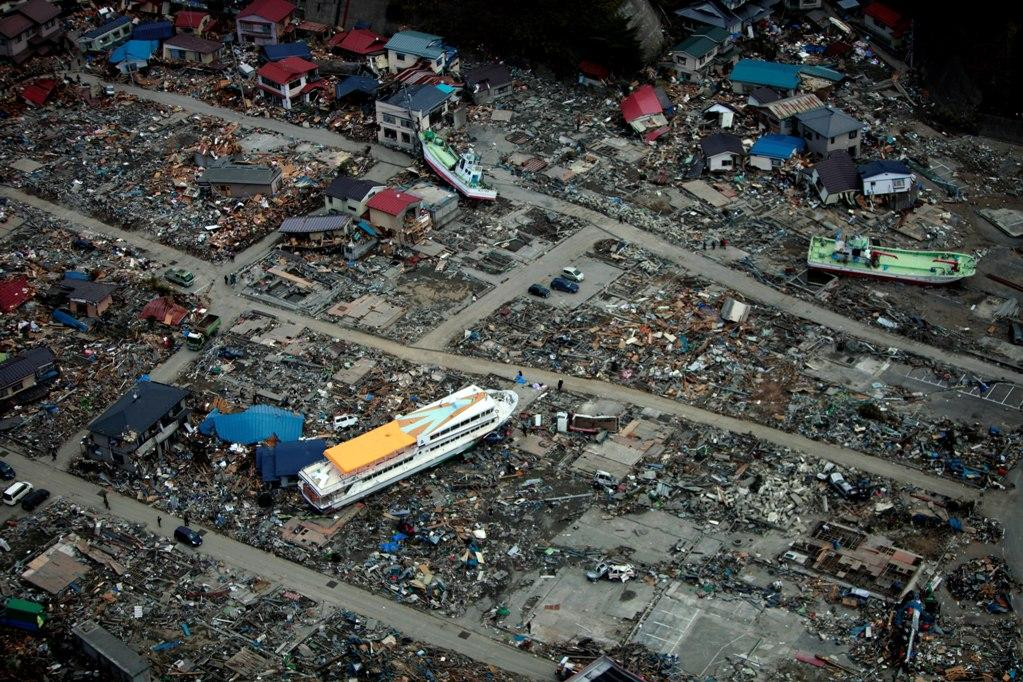
Barco arrastado para o meio de um bairro destruído pelo sismo e tsunâmi de Tohoku em 2011, no Japão.

Estes são sismos associados à ação humana quer direta ou indiretamente. Podem-se dever à extração de minerais, água dos aquíferos ou de combustíveis fósseis, devido à pressão da água das albufeiras das barragens, grandes explosões ou a queda de grandes edifícios. Apesar de causarem vibrações na Terra, estes não podem ser considerados sismos no sentido lato, uma vez que geralmente dão origem a registros ou sismogramas diferentes dos terramotos de origem natural.
Alguns terramotos ocasionais têm sido associados à construção de grandes barragens e do enchimento das albufeiras por estas criadas, como por exemplo na Barragem de Kariba, na Zâmbia. O maior sismo induzido por esta causa ocorreu em 10 de dezembro de 1967, na região de Koyna, oeste de Madrasta, na Índia. Teve uma magnitude de 6,3 na escala de magnitude de momento.
Também têm a sua origem na extração de gás natural de depósitos subterrâneos.
Podem também ser provocados pela detonação de explosivos muito fortes, especialmente de armas nucleares, que podem causar uma vibração de baixa magnitude. Sismos provocados por essas experiências atômicas possuem características muito diferentes dos terremotos naturais. Assim, a bomba nuclear de 50 megatoneladas chamada Tsar Bomba detonada pela União Soviética em 1961 criou um sismo de magnitude 5 (a maior parte da energia foi dispersada pela atmosfera), produzindo vibrações tão fortes que foram registadas nos antípodas. Para dar efeito ao Tratado de Não Proliferação de Armas Nucleares, a Agência Internacional de Energia Atómica usa as ferramentas da sismologia para detectar atividades ilícitas tais como os testes de armamento nuclear. Com este sistema é possível determinar exatamente onde ocorreu uma explosão. O evento mais recente desse tipo foi o teste nuclear realizado pela Coreia do Norte em 2017, que gerou um forte abalo de magnitude 6,3. Atualmente há mais de 150 estações sísmicas espalhadas pelo mundo com essa finalidade.

## Características

### Profundidade
Podem ser classificados de três formas: superficiais, intermédios e profundosː
- Superficiais – ocorrem entre a superfície e os 70 km de profundidade (85%);
- Intermédios – ocorrem entre os 70 e os 350 km de profundidade (12%);
- Profundos – ocorrem entre os 350 e os 670 km de profundidade (3% dos sismos);
- Em profundidades superiores a 700 km são muito raros.

Na crosta continental, a maior parte dos sismos ocorrem entre os 2 e os 20 km, sendo muito raros abaixo dos 20 km, uma vez que a temperatura e pressão são elevadas, fazendo com que a matéria seja dúctil e tenha mais elasticidade.
Como a crosta oceânica é fria, nas zonas de subducção os sismos podem ser mais profundos.

### Fenômenos secundários

#### Sinais precursores
- Aumento da emissão de gás rádon ou radônio;
- Aumento da emissão de gás hélio;
- Aumento da emissão de gás metano, com possível formação de nuvens de metano (coloridas);
- Aumento da atividade de vulcão de lama;
- Ocorrência de microssismos;
- Alteração da condutividade eléctrica;
- Flutuações no campo magnético;
- Modificações na densidade das rochas;
- Variação dos níveis da água em poços próximos das falhas;
- Anomalias no comportamento dos animais; por exemplo migração em massa de anfíbios;
- Aumento da emissão de dióxido de carbono em áreas vulcânicas.

#### Após o sismo
- Ruídos sísmicos;
- Alteração do caudal ou nível das fontes, poços e águas subterrâneas;
- Aparecimento de fumarolas vulcânicas;
- Formação de tsunâmis.

## Intensidade e frequência
Estima-se que cerca de 500 mil terremotos ocorram a cada ano, detectáveis através do uso da instrumentação atual. Cerca de 100 mil destes tremores podem ser sentidos. Os terremotos menores ocorrem quase constantemente ao redor do mundo em lugares como a Califórnia e Alasca nos Estados Unidos, assim como em países como El Salvador, México, Guatemala, Chile, Peru, Indonésia, Irã, Paquistão, Açores, em Portugal, Turquia, Nova Zelândia, Grécia, Itália, Índia e Japão. No entanto, esse tipo de fenômeno pode ocorrer em quase qualquer lugar da Terra. Os sismos maiores ocorrem com menor frequência, sendo a relação exponencial; por exemplo, cerca de dez vezes o número de terremotos maiores que magnitude 4 ocorrem em um determinado período de tempo do que os terremotos maiores que a magnitude 5. Por exemplo, no Reino Unido, onde há baixa sismicidade, calcula-se que as recorrências médias são: um terremoto de magnitude 3,7-4,6 a cada ano, um terremoto de magnitude 4,7-5,5 a cada 10 anos e um terremoto de magnitude 5,6 ou mais a cada 100 anos.
O número de estações sísmicas aumentou de cerca de 350 em 1931 para muitos milhares atualmente. Como resultado disso, muitos mais tremores são registrados do que no passado, mais por conta da grande melhoria na instrumentação, do que pelo aumento do número de tremores de terra. O Serviço Geológico dos Estados Unidos estima que, desde 1900, houve uma média de 18 grandes terremotos (de magnitude 7,0-7,9) e um grande terremoto (de magnitude 8,0 ou superior) por ano e afirma que essa média tem se mantido relativamente estável. Nos últimos anos, o número de grandes terremotos por ano diminuiu, embora isto seja, provavelmente, uma flutuação estatística, do que uma tendência sistemática. Um aumento recente no número de grandes terremotos tem sido notado, o que poderia ser explicado por um padrão cíclico de períodos de intensa atividade tectônica, intercalados por períodos mais longos de baixa intensidade. No entanto, as gravações precisas de terremotos só começaram no início dos anos 1900, por isso é muito cedo para afirmar categoricamente que este é o caso.
Cerca 90% dos terremotos do mundo (e 81% dos maiores) acontecem em uma zona em forma de ferradura cm 40 mil quilômetros de comprimento chamada de Anel de Fogo do Pacífico, que em sua maior parte está nos limites da Placa do Pacífico. Os tremores tendem a ocorrer ao longo de outros limites de placas também, como ao longo das montanhas do Himalaia. Com o rápido crescimento das megacidades, como Cidade do México, Tóquio e Teerã, em áreas de elevado risco sísmico, alguns sismólogos alertam que um único terremoto pode matar até 3 milhões de pessoas de uma só vez.

### Países lusófonos

#### Portugal

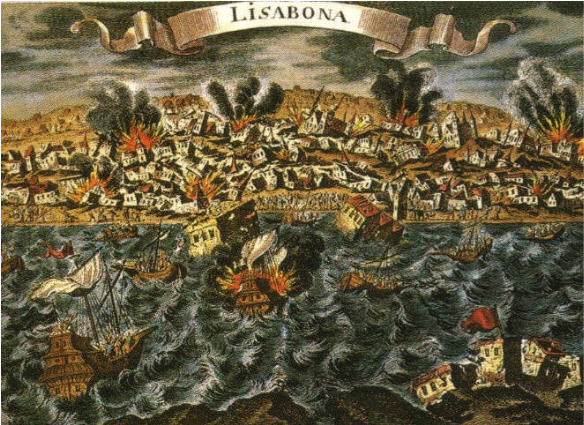
Gravura do grande terramoto de Lisboa de 1 de novembro de 1755, mostra o terceiro sismo mais forte registado no mundo, provável magnitude de 9,0.

Portugal tem sido afetado por vários sismos de magnitude moderada a forte, que muitas vezes resultaram em danos importantes em várias cidades do país. A maior parte dos sismos graves tiveram origem em zonas interplacas, cuja sismicidade pode considerar-se elevada, uma vez que Portugal está perto da fronteira entre a placa africana e a placa Euro-Asiática (podem ser sismos de magnitude elevada (M>6), têm origem no oceano e têm períodos de retorno de algumas centenas de anos – aponta-se para que sismos com a intensidade do de 1755 seja cerca de 250 anos). Os epicentros dos maiores sismos localizam-se perto do Banco de Gorringe, a Sudoeste do Cabo de São Vicente.
Sismos de alguma importância em Portugal Continental:
- 216 a.C.- Sismo que atingiu toda a Hispânia, na época da batalha de Canas;[23]
- 382 – sismo seguido da submersão de ilhas ao largo do Cabo de São Vicente;[carece de fontes?]
- 20 de janeiro ou 26 de janeiro de 1531— Um terramoto em Lisboa,  matou 30 000 pessoas, cerca de 20% da sua população da época: "Guardando a ordem dos anos, direi do seguinte, de trinta um, no principio do qual ouve neste reino de Portugal muito trabalho, por haver nele peste e terremotos, com tremer a terra e caírem casas e edifícios, onde morreu muita gente; e tal espanto e medo pôs que andavam as gentes espantadas e fora de si, que não ousavam a entrar, nem dormir em povoado, e saíam-se ao campo, onde dormiam em choupanas e tendas que pera iso faziam, e asaz foi isto mais em Lisboa e polo Tejo acima que em outra parte, e em especial em Vila Franca, Povos, Castanheira, Azambuja, até Santarém, e foi este terremoto a vinte de janeiro do ano de trinta um; e, como Nosso Senhor é misericordioso, ouve por bem sossegar o tempo." (Bernardo Rodrigues: Anais de Arzila cap XXVIII, p. 194);
- 1 de Novembro de 1755 seguido de maremoto (Terramoto de 1755) – foi mais sentido no Algarve do que em Lisboa (pensa-se que a sua origem teve origem numa região e não num epicentro, a sua mais provável magnitude é de 9,0);
- 28 de Fevereiro de 1969 – epicentro no Banco de Gorringe, magnitude 7,3;
- 31 de Julho de 1998 - Epicentro a 6 km de Arraiolos, magnitude 4,1;
- 17 de Dezembro de 2009 - epicentro a 100 km da ponta de Sagres, magnitude 6,0;
- 15 de Janeiro de 2018 - epicentro a 6 km de Arraiolos, magnitude 4,9.

A sismicidade é moderada nos sismos de origem intraplaca, passando a baixa no Norte de Portugal (o que não implica que nestas zonas não possam ocorrer sismos com magnitudes significativas, mas o seu período de retorno é na ordem dos milhares ou dezenas de milhar de anos). Falhas intraplaca em Portugal Continental:
- Vale Inferior do Tejo (VIT) – sismo com epicentro em Benavente (1909) e sismo de 1531;
- Falha de Loulé – sismo de 1722 (há quem defenda[quem?] que foi ao largo de Tavira, logo não teve origem nesta falha geológica) e sismo de 1856;
- Falha de Portimão – 1719;
- Falha da Vilariça – é uma falha relativamente estável;
- Vale submarino do Sado – deu origem a um dos maiores sismos em zonas intraplacas a nível global (1858);
- Falha Nazaré-Pombal;
- Outros – 60 a.C. seguido de maremoto (perto da Galiza).

O Arquipélago dos Açores também é bastante afectado pelos sismos (principalmente os grupos Central e Oriental), e por vezes esta atividade está associada à atividade vulcânica. Ainda que o arquipélago dos Açores esteja no limite de placas, esta sismicidade é causada por um hot spot ou pluma mantélica.
A sismicidade não tem grande importância no arquipélago da Madeira.

#### Brasil

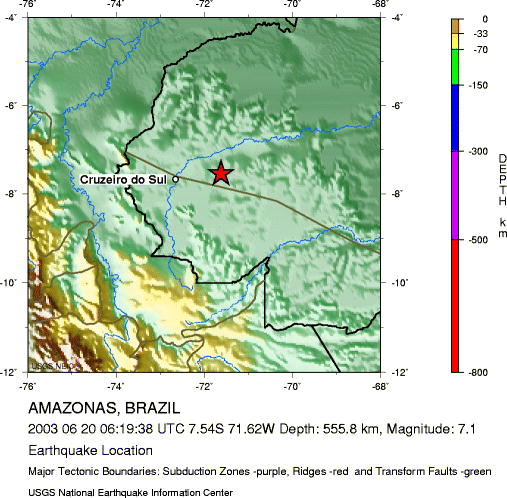
Localização do terremoto de 7,1 pontos na Escala Richter, registrado próximo da fronteira com o Acre, perto da cidade de Cruzeiro do Sul.

O maior tremor registrado no Brasil atingiu a magnitude 7,1 na Escala Richter, em uma região do estado do Amazonas próxima da fronteira com o Acre, perto da cidade de Cruzeiro do Sul, em 20 de junho de 2003. Segundo o Observatório Sismológico da Universidade de Brasília, o tremor ocorreu a 553 quilômetros de profundidade, em uma região ocorrem com "certa frequência", mas onde raramente são notados devido à grande profundidade em que acontecem, sendo detectados apenas através de sismógrafos. Cinco abalos com magnitude acima de 7 graus já foram registrados no Brasil nos últimos 100 anos, mas nenhum causou qualquer prejuízo.
No Brasil registram-se poucos abalos sísmicos. Em média ocorrem a cada ano um sismo de magnitude 1 a 3 na escala de magnitude de momento e a cada cinco anos podem ocorrer abalos de magnitude 4 ou mais. Muitos tremores são repercussões das ondas de terremotos mais graves cujo epicentro se localiza na região da Cordilheira dos Andes. Os locais onde mais acontecem tremores são a Região Nordeste, seguido do estado do Acre. No entanto, outras regiões do Brasil também são suscetíveis aos tremores de terra. Um local onde frequentemente são registrados tremores é na cidade de Bebedouro em São Paulo, ocorrendo tremores de magnitude 2 a 3 quase todos os anos.[carece de fontes?] Esses tremores, segundo o Grupo de Sismologia do Instituto de Astronomia, Geofísica e Ciências Atmosféricas/USP, tem suas origens nas fracturas do basalto da Formação Serra Geral e provavelmente são induzidos por poços de extração de água subterrânea na região.
A sequência de tremores de terra que atingiu João Câmara no Rio Grande do Norte, em 1986, foi a mais espetacular, a melhor documentada e estudada atividade sísmica já observada no Brasil. O primeiro evento, sentido pelos moradores e por parte da população de Natal, foi registrado em Brasília, em 21 de agosto de 1986 e alcançou magnitude 4,3. No mês seguinte (3 e 5 de setembro de 1986), dois eventos com magnitudes 4.3 e 4.4, também sentidos, provocaram pequenos danos e foram acompanhados por várias outras réplicas. Nas semanas posteriores a sismicidade decresceu, mas, no dia 30 de novembro de 1986, às 5h 19 min 48 s no horário local, aconteceu o principal tremor de toda a série, com magnitude 5,1. Foi seguido por centenas de réplicas, quatro delas com magnitude maior ou igual a 4,0. Danos significativos ocorreram tanto na área urbana como na rural fazendo com que grande parte da população abandonasse a cidade.